# 1435
1435 је била проста година.

## Смрти
- Википедија:Непознат датум — Свети Саватије - хришћански светитељ.
- 13. октобар — Херман II Цељски, хрватски Бан.